# Otwarty rząd
Otwarty rząd (ang. Open Government) – koncepcja zmian funkcjonowania instytucji publicznych, których celem jest zwiększanie dostępu do informacji publicznej i innych zasobów informacyjnych będących w posiadaniu instytucji publicznych, jak również działania na rzecz zwiększenia poziomu transparentności administracji publicznej. Rozwój koncepcji otwartego rządu jest ściśle związany z postępem technologicznym, dostępnością cyfrowych narzędzi ułatwiających komunikację oraz usieciowieniem funkcjonowania jednostek i instytucji.
Historyczne korzenie otwartego rządu tkwią w oświeceniowej debacie o kształcie powstającego wtedy demokratycznego społeczeństwa. Główne wartości, do których odwołuje się koncepcja otwartego rządu to:
- Przejrzystość i związana z tym wiarygodność działań państwa,
- Zaangażowanie obywateli poprzez uczestnictwo w procesach podejmowania decyzji oraz inne formy obywatelskiej współpracy w działaniach instytucji państwowych,
- Szeroko rozumiana otwartość instytucji publicznych, która jest warunkiem realizacji powyższych wartości.

## Działania na świecie
W Unii Europejskiej elementy filozofii otwartego rządu pojawiły się w Deklaracji z Visby z 2009 roku oraz sformułowanej na jej podstawie Cyfrowej Agendzie dla Europy. Rozwiązania otwartego rządu są adaptowane przede wszystkim przez władze szczebla lokalnego, m.in. w Nowym Jorku, Londynie, czy Hongkongu. Największe projekty otwartego rządu na szczeblu krajowym są obecnie realizowane przez administrację amerykańską i brytyjską.
Amerykański projekt rządowy „data.gov” stawia sobie za cel „zwiększanie publicznego dostępu do danych wytworzonych przez władze wykonawcze rządu federalnego w formatach umożliwiających ich dalsze przetwarzanie.” W zamierzeniu strona projektu ma stać się repozytorium dla wszelkich informacji, które zbierają instytucje rządowe, a które nie mają charakteru personalnego lub poufnego.
Brytyjski projekt rządowy „data.gov.uk” stawia sobie za zadanie udostępnienie niemal wszystkich danych niepersonalnych zbieranych na potrzeby administracji publicznej do swobodnego ponownego wykorzystania. Według informacji zawartych na stronie, „rząd uwalnia publiczne dane, aby pomóc ludziom zrozumieć jak działa rząd oraz w jaki sposób podejmowane są decyzje (…) wysoka dostępność danych oznacza, że ludziom łatwiej będzie decydować oraz sugerować w kwestiach działań podejmowanych przez instytucje publiczne.”